# Sin Bandera
Sin Bandera este un duo mexican ce cântă pop latino, format din Leonel García și Noel Schajris. Au devenit cunoscuți odată cu lansarea albumului care le poartă numele în 1991.
Sin Bandera cântă soundtrack-ul telenovelei mexicane „Amor Real” (cu Adela Noriega, Fernando Colunga, Mauricio Islas) cu același nume ca și filmul.
În 2007 cei doi au decis să se despartă pentru a urmări cariere solo.